# Croix du faubourg Saint-Michel
La croix du faubourg Saint-Michel est située au 5 rue du faubourg Saint-Michel à Malestroit dans le Morbihan.
Le fût étant disparu, la croix, posée sur un pilier de clôture d'une habitation, est visible depuis la rue. Elle appartenait à un calvaire du XVIe siècle, dit « Croix Catheline ». Elle fut renversée vers 1917 à son précédent emplacement et a été relevée en 1924. 

## Historique
La croix fait l’objet d’une inscription au titre des monuments historiques depuis le 29 mars 1935.

## Architecture

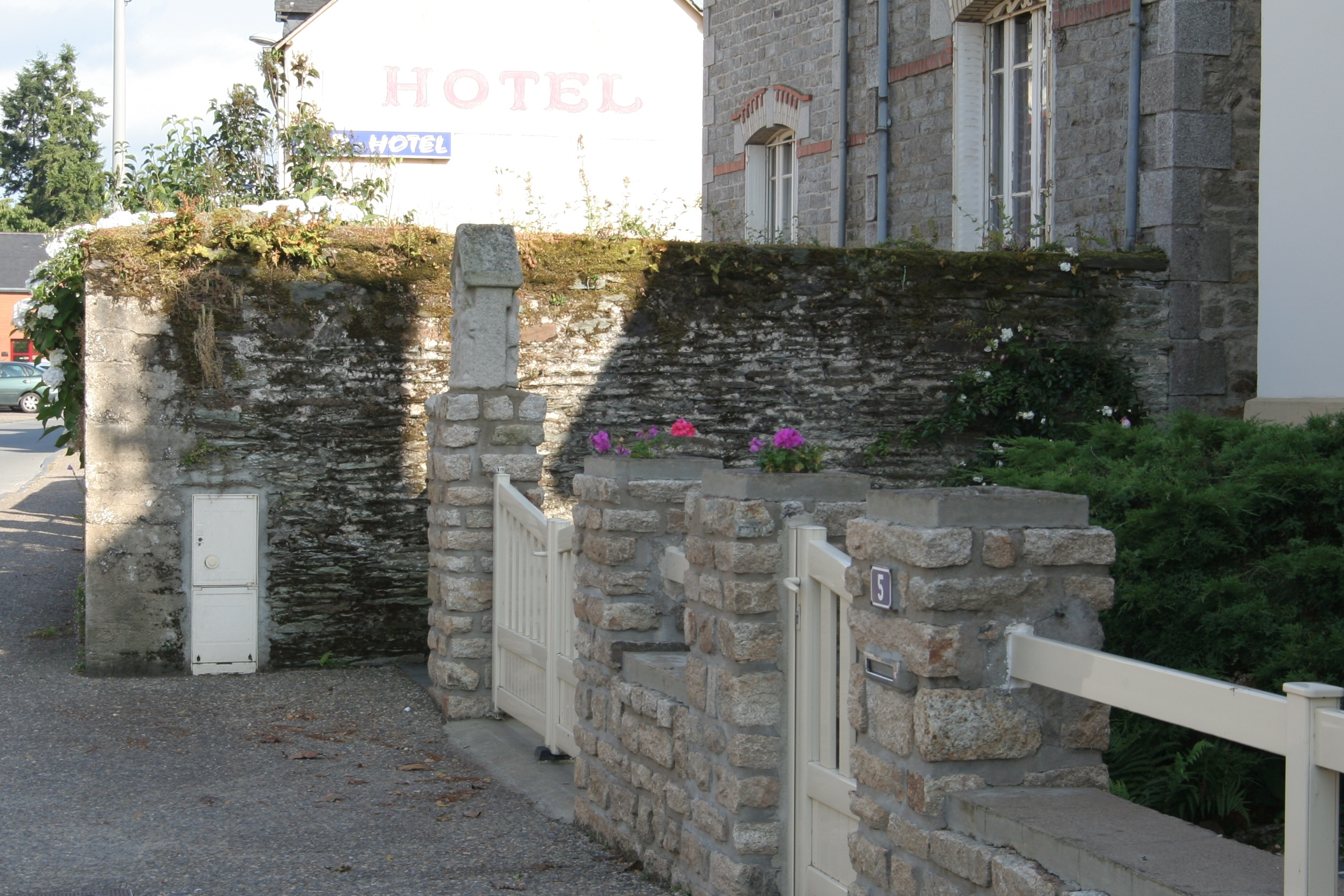
Le mur de clôture sur lequel est placée la croix.

Ce calvaire en médaillon sous pignon présente le Christ en croix entouré de Marie et de saint Jean.
Au revers, on trouve une Vierge à l’enfant, sainte Catherine d’Alexandrie et saint Jacques. Jacques est vêtu d’une longue robe à cagoule et est coiffé d’un chapeau conique à bord roulé.  Il porte une besace en bandoulière. Il tient un livre dans la main gauche et son bourdon de la main droite.